# Once in a LIVEtime
A Once in a LIVEtime az amerikai progresszív metal együttes Dream Theater 1998-ban megjelent második koncertalbuma, melyet a Falling into Infinity album világ körüli turnéjának párizsi állomásán, a Le Bataclan színháztermében történt fellépésükön rögzítettek. Ez az egyetlen Dream Theater koncertalbum, melyen Derek Sherinian játszik billentyűsként. A lemezborítón a Théâtre antique d'Orange római-kori színház panorámaképe látható.
A Once in a LIVEtime koncertalbummal egy időben jelent meg a 5 Years in a LIVEtime videó, amely a nagylemeztől eltérően nem egyetlen koncertet tartalmaz, hanem az együttes előző öt évéből származó különböző koncertfelvételekből és videoklipekből állították össze.

## Az album dalai
CD 1
1. "The Crimson Sunrise" (A Change of Seasons Part I) – 3:56
2. "Innocence" (A Change of Seasons Part II) – 3:06
3. "Puppies on Acid" – 1:24
4. "Just Let Me Breathe" – 5:53
5. "Voices" – 10:35
6. "Take the Time" – 12:20
7. "Derek Sherinian Piano Solo" – 1:54
8. "Lines in the Sand" – 13:13
9. "Scarred" – 9:28
10. "The Darkest Of Winters" (A Change of Seasons Part IV) – 3:18
11. "The Ytse Jam" – 4:09
12. "Mike Portnoy Drum Solo" – 7:00

CD 2
1. "Trial of Tears" – 14:11
2. "Hollow Years" – 7:01
3. "Take Away My Pain" – 6:17
4. "Caught in a Web" – 5:16
5. "Lie" – 6:46
6. "Peruvian Skies" – 7:50
7. "John Petrucci Guitar Solo" – 8:07
8. "Pull Me Under" – 8:15
9. "Metropolis Pt. 1" – 6:17
10. "Learning to Live" – 4:13
11. "The Crimson Sunset" (A Change of Seasons Part VII) – 3:49

### Zenei idézetek
- A "Trial of Tears" felvezetésében John Petrucci a Harmadik típusú találkozások című Spielberg-film zenéjének híres motívumát játssza.
- Szintén a "Trial of Tears" felvezetésében hallhatóak részletek a Rush "Xanadu" és "The Trees" című dalaiból.
- A "Peruvian Skies"-ba a Pink Floyd "Have a Cigar" és a Metallica "Enter Sandman" dalainak részleteit szőtték bele.
- A "Take the Time" végén a Lynyrd Skynyrd "Freebird" dalából a gitárszóló és a Led Zeppelin "Moby Dick" dalának gitárriffje hallható.
- John Petrucci gitárszólója szinte teljes egészében a Liquid Tension Experiment "Acid Rain" és "Paradigm Shift" dalaira épül, de szerepelnek benne a Solar System Race Song (korai Dream Theater dal), A Keresztapa című film zenéjének, illetve Rimszkij-Korszakov Dongójának részletei.
- A "Just Let Me Breathe"-ből a "Voices"-ba tartó átvezetés közben John Petrucci a Csillagok háborúja film zenéjét is megidézi.

## Közreműködők
- James LaBrie – ének
- John Petrucci – gitár
- John Myung – basszusgitár
- Mike Portnoy – dobok
- Derek Sherinian – billentyűs hangszerek
- Jay Beckenstein - altszaxofon a "Take Away My Pain" dalban

## Külső hivatkozások
- Dream Theater hivatalos oldal
- Encyclopaedia Metallum – Dream Theater: Once in a LIVEtime
- Dream Theater a Billboard listáján